# Хоккей с шайбой на зимних Олимпийских играх 2018
Соревнования по хоккею с шайбой на зимних Олимпийских играх 2018 года в Пхёнчан прошли с 10 по 25 февраля в хоккейном центре Каннын и на спортивной арене Университета Квандон. 12 мужских и 8 женских команд разыграли два комплекта наград — в мужском и женском турнирах соответственно. Размеры хоккейной площадки (60×30 м) предусмотрены по стандартам Международной федерации хоккея на льду.

## Медальный зачёт
| Общее количество медалей |                                  |        |         |        |       |
| Место                    | Страна                           | Золото | Серебро | Бронза | Всего |
| 1                        | Олимпийские спортсмены из России | 1      | 0       | 0      | 1     |
| 1                        | США                              | 1      | 0       | 0      | 1     |
| 3                        | Канада                           | 0      | 1       | 1      | 2     |
| 4                        | Германия                         | 0      | 1       | 0      | 1     |
| 5                        | Финляндия                        | 0      | 0       | 1      | 1     |
| Всего                    | Всего                            | 2      | 2       | 2      | 6     |

## Мужчины

### Участвующие команды
Своё участие на турнире гарантировали все 12 сборных. 8 сборных квалифицировались по рейтингу ИИХФ-2015, который был составлен по итогам чемпионата мира по хоккею 2015 года. Это Канада, Россия, Швеция, Финляндия, США, Чехия, Швейцария и Словакия. Также квалифицировалась Республика Корея на правах страны-хозяйки. Также по итогам квалификации на Олимпийский турнир отобрались сборные Норвегии, Германии и Словении.

## Женщины

### Участвующие команды
Своё участие на турнире гарантировали 8 сборных. 5 сборных квалифицировались по рейтингу ИИХФ-2016, который был составлен по итогам чемпионата мира по хоккею 2016 года - это сборные США, Канады, Финляндии, России и Швеции.  Ещё две команды отобрались по итогам квалификационного турнира - это сборные Швейцарии и Японии. Сборная Республики Корея квалифицировалась на правах страны-хозяйки.

## Спортивные объекты
| Хоккейный центр Каннын Вместимость: 10 000 | Спортивная арена Университета Квандон Вместимость: 6000 |
| ------------------------------------------ | ------------------------------------------------------- |
|                                            |                                                         |
| Республика Корея — Каннын                  | Республика Корея — Каннын                               |